# Azmi Ghouma
Azmi Ghouma (in arabo عزمي غومة‎?; 27 febbraio 1998) è un calciatore tunisino, centrocampista del Pharco.

## Caratteristiche tecniche
È un esterno sinistro, in grado di agire da terzino.

## Carriera
Il 2 settembre 2021 viene acquistato dal Pharco in cambio di 350.000 mila dollari e il 10% di una futura rivendita, firmando un accordo valido fino al 2025.

## Statistiche

### Presenze e reti nei club
Statistiche aggiornate al 28 gennaio 2023.
| Stagione        | Squadra         | Campionato      | Campionato | Campionato | Coppe nazionali | Coppe nazionali | Coppe nazionali | Coppe continentali | Coppe continentali | Coppe continentali | Altre coppe | Altre coppe | Altre coppe | Totale | Totale |
| Stagione        | Squadra         | Comp            | Pres       | Reti       | Comp            | Pres            | Reti            | Comp               | Pres               | Reti               | Comp        | Pres        | Reti        | Pres   | Reti   |
| --------------- | --------------- | --------------- | ---------- | ---------- | --------------- | --------------- | --------------- | ------------------ | ------------------ | ------------------ | ----------- | ----------- | ----------- | ------ | ------ |
| 2018-2019       | Sfaxien         | L1              | 3          | 1          | CT              | 2               | 0               | -                  | -                  | -                  | -           | -           | -           | 5      | 1      |
| 2019-2020       | Sfaxien         | L1              | 11         | 0          | CT              | 1               | 0               | CC                 | 2                  | 0                  | -           | -           | -           | 14     | 0      |
| 2020-2021       | Sfaxien         | L1              | 18         | 0          | CT              | 5               | 0               | CCL+CC             | 2+7                | 0+1                | ST          | 0           | 0           | 32     | 1      |
| Totale Sfaxien  | Totale Sfaxien  | Totale Sfaxien  | 32         | 1          |                 | 8               | 0               |                    | 11                 | 1                  |             | 0           | 0           | 51     | 2      |
| 2021-2022       | Pharco          | PL              | 31         | 0          | CE              | 1               | 0               | -                  | -                  | -                  | -           | -           | -           | 11     | 2      |
| 2022-2023       | Pharco          | PL              | 9          | 0          | CE              | 0               | 0               | -                  | -                  | -                  | -           | -           | -           | 9      | 0      |
| Totale Pharco   | Totale Pharco   | Totale Pharco   | 40         | 0          |                 | 1               | 0               |                    | -                  | -                  |             | -           | -           | 41     | 0      |
| Totale carriera | Totale carriera | Totale carriera | 72         | 1          |                 | 9               | 0               |                    | 11                 | 1                  |             | 0           | 0           | 92     | 2      |

## Palmarès

### Club

#### Competizioni nazionali
- Coppa di Tunisia: 2

Sfaxien: 2018-2019, 2020-2021